# Адамова, Евгения Михайловна
Евгения Михайловна Адамова (1913—1991) — советский живописец. Народный художник Туркменской ССР (1964). Лауреат Государственной премии Туркменской ССР имени Махтумкули.

## Биография
Детство художницы прошло на Украине, в 1932 году вместе с семьей переехала в Туркменистан. Жила в Ашхабаде. Художественное образование получила в Ашхабадском художественном училище (1935—1939), ученица А. И. Хворостенко и И. И. Черинько. В становлении художницы большую роль сыграло творчество И. Черинько — учителя, друга, а впоследствии и мужа.
В годы Великой Отечественной войны — художница-плакатист Окон ТуркменТАГа.

## Творчество
Автор ряда тематических картин, посвящённых жизни туркменского народа. Портретист. Плакатист.

## Избранные картины
- «У постели раненого сына» (1943),
- «На досуге» (1948),
- «Новая песня» (1950),
- «Портрет Халтач Сапаркулиевой» (1955),
- «Всё-таки буду учиться!» (1957),
- «Туркменские матери — Родине» (1967),
- «Счастье» (1972),
- «Благородство быть собой»
- «Лозы посадили в день свадьбы» (1987).

В 1968 году Е. Адамова получила Государственную премию Туркменской ССР им. Махтумкули. Несколько работ художницы хранятся в Музее изобразительных искусств Туркмении (Ашхабад).